# Guillermo Baca

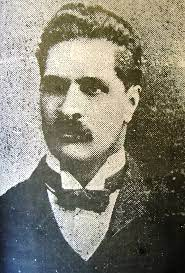

General Guillermo Baca Ronquillo fue un militar mexicano que participó en la Revolución mexicana. Nació en Chihuahua; Presidió en 1910 el Club Antireeleccionista en la localidad de Hidalgo del Parral. Durante las elecciones protestó en forma tajante la forma en como se llevaron a cabo las elecciones presidenciales, y pidió la nulidad de ellas, como muchos antirreeleccionistas; encabezó la insurrección en la zona sur del estado contra el gobierno del General Porfirio Díaz. El 21 de noviembre a primera hora dirigió el ataque de Hidalgo del Parral, pero fue rechazado por los defensores y se retiró para Villa de Matamoros, donde por fin logró derrotar a las fuerzas militares del lugar, es ahí donde cambia las autoridades y toma los fondos de las oficinas públicas, con esta victoria decide ocupar Balleza y Valle de Olivos además de combatir a los federales en Baquiriachi, Yoquivo, Puerto del Aire y Divisadero del Cuervo. A fines del mes de enero de 1911 caminaba con su gente en dirección al Estado de Durango, cuando fue sorprendido cerca de la Estación Ojitos por la acordada de Rómulo Villanueva, ahí resultó herido en el tiroteo y tuvo que refugiarse en una cueva. Uno de los hombres que lo acompañaba lo acabó de matar a traición para robarle el poco dinero que llevaba. Después del triunfo de la Revolución mexicana sus restos fueron llevados a Hidalgo del Parral y sepultados definitivamente el 19 de julio de 1911.